# Caradoc de Llancarfan
Pour les articles homonymes, voir Caradoc.
Caradog de Llancarfan est un historiographe et hagiographe gallois de la première moitié du XIIe siècle.

## Biographie et œuvres
Il est l'auteur de deux vies de saints ayant vécu au VIe siècle : la Vita Gildæ (Vie de saint Gildas) et la Vita Cadoci (Vie de saint Cadou). Dans deux manuscrits, à la fin de chacune de ces deux vies (dans le Corpus Christi College (Cambridge) Ms. 139, fol. 24 pour la première ; dans le Gotha Ms. 1, fol. 81 pour la seconde), figure le couplet suivant, apparemment signature de l'auteur : « Nancarbanensis dictamina sunt Caratoci :/ Qui legat, emendet ; placet illi compositori » (« C'est le texte de Caradog de Llancarfan :/ Que celui qui le lira le corrige, cela agrée à l'auteur »). « Nantcarfan » était l'ancien nom du monastère de Llancarfan.
Dans les deux cas, il s'agit chronologiquement de la seconde Vie que nous possédons du saint. La première Vie de saint Gildas a été écrite au milieu du XIe siècle par un moine anonyme de l'abbaye de Saint-Gildas de Rhuys, en Bretagne ; elle est d'ailleurs très différente de celle de Caradog. La première Vie de saint Cadou a été écrite à la fin du XIe siècle par Lifris (ou Leofric) de Llancarfan ; elle est nettement plus longue et diffuse que celle de Caradog. Les deux Vies de Caradog ont pour point commun d'associer largement les saints à la figure du roi Arthur (déjà présente dans le texte de Lifris, mais totalement absente de la Vie armoricaine de saint Gildas). Sa Vie de saint Gildas accorde également une grande importance à l'abbaye de Glastonbury, où se retire et est inhumé le saint, sans aucune allusion à un quelconque séjour en Bretagne continentale. Gildas sert aussi d'intermédiaire entre le roi Arthur et son ennemi Melwas (le Méléagant de Chrétien de Troyes), qui a enlevé la reine Gwenhwyfar (Guenièvre).
Deux autres hagiographies galloises de la même époque, la Vie de saint Congar et la Vie de saint Ildut, sont peut-être de Caradog, mais pour elles il n'y a pas de certitude. Christopher Brooke lui attribue (hypothétiquement) la constitution du recueil (Vies d'anciens évêques de Llandaff et cartulaire) intitulé Liber Landavensis.
Ce Caradog n'avait apparemment pas écrit que des Vies de saints. Geoffroy de Monmouth parle de lui à la fin de l'Historia regum Britanniae. Interrompant son récit à la mort du roi Cadwaladr (682), il ajoute en conclusion la phrase suivante (XII, 20) : « Pour les princes qui ont régné ensuite au Pays de Galles, je laisse leur histoire à Caradog de Llancarfan, mon contemporain, comme je laisse les rois des Saxons à Guillaume de Malmesbury et à Henri de Huntingdon ». Cette mention permet de situer chronologiquement Caradog, l' Historia de Geoffrey ayant été publiée vers 1140. Se fondant probablement sur ce passage, David Powel, auteur de la première Histoire du Pays de Galles imprimée, en 1584, a attribué à Caradog le Brut y Tywysogion, qui apparaît effectivement comme la continuation, conservée en langue galloise, de l' Historia regum Britanniae. Mais l'attribution n'en est pas moins arbitraire.